# Грін Хейвен (виправна колонія)
Виправна Колонія Грін Хейвен — в'язниця суворого режиму в штаті Нью-Йорк. В'язниця розташована в місті Бікман в окрузі Датчесс. Департамент покарань та громадського нагляду штату Нью-Йорк вказує адресу як Route 216, Stormville, NY 12582. У цій в’язниці розміщувалася камера страти Нью-Йорка в той час, коли в штаті на короткий час була дозволена смертна кара (але ніколи її не використовували) після Фурмана.   Спочатку це була федеральна в'язниця, а зараз у ній утримуються ув'язнені суворого режиму. У виправній колонії Грін-Хейвен також діяла програма гарячої кошерної їжі ; , але більше не діє з 2020 року. Однак через це у в’язниці було багато єврейського населення.  Єльська юридична школа керує проектом Green Haven Prison Project, серією семінарів для студентів юридичного факультету Єльського університету та в’язнів Green Haven з питань права та політики щодо в’язниць і кримінального права. 

## Відомі ув'язнені
- Андре Ренд, якого вважають горезвісним божевільним «Кропсі» на Стейтен-Айленді, штат Нью-Йорк. Його засудили за викрадення 12-річної Дженніфер Швайгер у 1987 році та викрадення Холлі Енн Хьюз (23-річна справа) у 2004 році.
- Чарльз Лучано, відомий як Лакі Лучано, заснував сучасну Коза Ностра . Він провів тут короткий період у 1936 році перед депортацією до Італії .
- Артур Шоукросс, американський серійний вбивця, який відсидів 15 років у Грін-Хейвені з 1972 по 1987 рік.
- Рональда ДеФео-молодшого судили і визнали винним у вбивстві своїх батьків і чотирьох братів і сестер у їхньому будинку в Амітивіллі, штат Нью-Йорк. Цей випадок надихнув Джея Енсона на роман «Жах Амітівілля».
- Джеймс Макбретні, засуджений грабіжник банку, викрав Емануеля Гамбіно, сина Томаса Гамбіно і племінника патріарха злочинної сім'ї Гамбіно Карло Гамбіно, і був убитий Джоном Готті, Анджело Руджеро та Ральфом Галіоне під час розголошеної натовпу страти.
- Роберт Голуб, засуджений за вбивство 13-річної Келлі Енн Тініес, яка жила за п'ять дверей від свого будинку. Її вбили в його будинку в Веллі-Стрім, Нью-Йорк, 3 березня 1989 року. 3 березня 2009 року цю справу було поновлено.
- Джон Джука, чий судовий процес був предметом пильної уваги ЗМІ після таємної операції його матері з викриття неправомірної поведінки присяжних.
- Джон Готті (27 жовтня 1940 р — 10 червня 2002) — американський бандит, який став босом злочинної сім'ї Гамбіно в Нью-Йорку. [7] Готті і його брати виросли в бідності і в ранньому віці звернулися до злочинного життя. Працюючи в районі Озон-парк у Квінсі, Готті швидко здобув популярність, ставши одним із найбільших заробітчан у кримінальній сім'ї та протеже підбоса родини Гамбіно Аніелло Деллакроче.
- Нікі Барнс — американський колишній кримінальний наркобарон і кримінальний бос.
- Джоуі Галло (7 квітня 1929 — 7 квітня 1972), також відомий як «Божевільний Джо» та «Джо Блондин», був знаменитим гангстером у Нью-Йорку у складі сім'ї Профачі, пізніше відомої як злочинна сім'я Коломбо. Галло ініціював один з найкривавіших конфліктів натовпу з часів Кастелламарської війни 1931 року і в результаті був убитий.
- Даніель Геніс, журналіст і письменник, провів три роки в Грін-Хейвені і часто пише про це. [8]
- Грабіжник банку Віллі Саттон, який втік з цієї в'язниці в 1940-х роках

## Смерть співробітників
Принаймні двоє загиблих співробітників виправних органів під час виконання службових обов’язків.
Перший – Донна Пайант 15 травня 1981 року, яка зникла під час роботи у в’язниці. Пізніше її тіло було знайдено на сміттєзвалищі за 20 миль від нього, сексуально насильницьке та задушене, схоже на тіла жертв серійного вбивці Лемюеля Сміта, ув’язненого в’язниці. Слід від укусу на грудях Пейанта також відповідав малюнку зубів Сміта. Було встановлено, що Сміт вчинив сексуальне насильство та задушив Пейант у кабінеті тюремного капелана, перш ніж покласти її тіло в пакет для сміття та викинути разом із сміттям.
31 січня 2007 року офіцер виправної служби в вежі One був знайдений мертвим через вогнепальне поранення в голову. Близько 10:30 було викликано пожежну і поліцію вечора, коли вони виявили, що люк до драбини заблокований, вони використали вантажівку-драбину пожежної служби Бікмана, щоб проникнути та отримати доступ. Вежу закрили на розслідування, а смерть визнали самогубством . 

## Попередній будинок смерті
На початку 1970-х сюди з виправної колонії Сінг Сінг було перенесено електричне крісло « Олд Спаркі » в Нью-Йорку.  Смертна кара була відновлена в Нью-Йорку в 1995 році, коли губернатор Джордж Патакі підписав новий закон, який передбачав страту шляхом смертельної ін'єкції . 24 червня 2004 року у справі People v. LaValle, Нью-Йоркський апеляційний суд визнав статут неконституційним відповідно до Конституції Нью-Йорка (на той час лише двоє осіб були засуджені до смертної кари). Хоча сім осіб були засуджені до смертної кари, нікого не стратили, а 23 жовтня 2007 року в Нью-Йорку у справі People v. Джон Тейлор . У липні 2008 року губернатор Девід Патерсон видав розпорядження, що вимагає скасувати камеру смертників і закрити камеру розстрілу штату у виправній колонії Грін-Хейвен. 

## Ресурси та послуги для ув'язнених
Ув’язнені у виправній колонії Грін-Хейвен можуть отримати роботу через виправні галузі NYSDOCCS. Робота, яку вони можуть отримати, - це робота в оббивному цеху, а також виробництво меблів. Ув’язнені, які ув’язнені в цьому закладі, також можуть отримати професійну підготовку, таку як перукарня, технічне обслуговування будівель, комп’ютерна інформація та технології, оператор комп’ютера, ремонт комп’ютерів, утримання під вартою, електрика, фарбування та декорування, друк і, нарешті, дрібний ремонт двигунів. Ув’язнені також можуть отримати GED або вищу освіту. Ув’язнені також отримають консультації, а також лікування від наркоманії та алкоголізму.

## Успіхи
Проект « Альтернативи насильству» був задуманий у в’язниці в 1975 році як майстерня.

## Ініціатива в'язниці бардів
Bard Prison Initiative, яка прагне знизити рівень рецидиву та запропонувати ув’язненим вищу освіту та репетиторство, діє в кількох в’язницях, включаючи "Грін Хейвен".

## У Медіа
Ув'язнені та співробітники виправних колоній Грін-Хейвен були представлені в програмі PBS Frontline A Class Divided .  Об’єкт згадується у фільмі «Шлях Карліто». Він також представлений у серії 17 сезону «Закон і порядок: Спеціальний відділ для жертв» «Всенародне полювання», де представлено детальну втечу з в’язниці.

## Дивитися також
- Касл (телесеріал)
- Сінг-Сінг
- Тайберн

## Подальше читання
- Metro Briefing | New York: Albany: Guard Kills Himself At Prison. The New York Times. 2 лютого 2007. Архів оригіналу за 10 червня 2015. Процитовано 10 червня 2015.

## Зовнішні посилання
- PrisonPro.com: виправна установа Green Haven [Архівовано 20 лютого 2022 у Wayback Machine.]